# Казанская ривьера
Казанская Ривьера (тат. Казан Ривьера, англ. Kazan Riviera) — гостинично-развлекательный комплекс с аквапарком в городе Казани.

## Расположение
Расположен на берегу Казанки, на пересечении проспекта Фатыха Амирхана и улицы Сибгата Хакима. Недалеко от Ледового дворца спорта «Татнефть Арена», а также моста Миллениум.

## Инфраструктура и услуги
На территории гостинично-развлекательного комплекса располагается отель вместимостью 210 гостиничных номеров, начиная от недорогого класса «комфорт» и заканчивая «президентскими апартаментами», аквапарк, рестораны, бары, кафе, открытый пляж (летний) и фитнес-зал. До открытия высотного жилого комплекса Лазурные небеса здание отеля являлось самым высотным в городе.
20 октября 2006 года был открыт развлекательный комплекс «Ривьера». В декабре 2021 года здание было снесено, на его месте возведут многофункциональный центр.
3 ноября 2016 года было запущено колесо обозрения «Вокруг света». Сооружение имеет высоту 65 метров. На момент открытия колесо было вторым по высоте в России.

## Аквапарк
«Ривьера» — аквапарк, расположенный на территории одноимённого гостинично-развлекательного комплекса. Проектированием и строительством оборудования занималась британская компания WhiteWater Leisure.
В 2010 году журнал Forbes назвал аквапарк, входящий в гостиничный комплекс «Ривьера», крупнейшим российским аквапарком. По некоторым данным, аквапарк формирует до 60 % туристического потока из ближайших областей в Казань. 

## Достижения
- «Туризм — XXI век» «Персона года — 2011» «За обаяние и профессионализм в туризме»
- «Туризм — XXI век» — За содействие развитию туристского рынка Республики Татарстан в области отдыха и оздоровления — 2011
- Победитель всероссийской премии «100 лучших товаров России-2011»
- Победитель международной премии «Лидеры туриндустрии — 2011» — «За успехи в развитии туризма — туризм в регионе»
- Победитель международной премии «Лидеры туриндустрии — 2011» — «Качество обслуживания — гостиница»
- Международная премия «International Arch of Europe — 2011»: золото за качество, лидерство, технологии и инновации
- Международная премия «Golden Pony awards»: ГРК «Казанская Ривьера» — лучший развлекательный комплекс — 2011
- Отель «Ривьера» — лучшая гостиница Приволжского федерального округа — 2011
- лауреат конкурса «Лучшие гостиницы РФ» — 2011[7]

## Фотографии

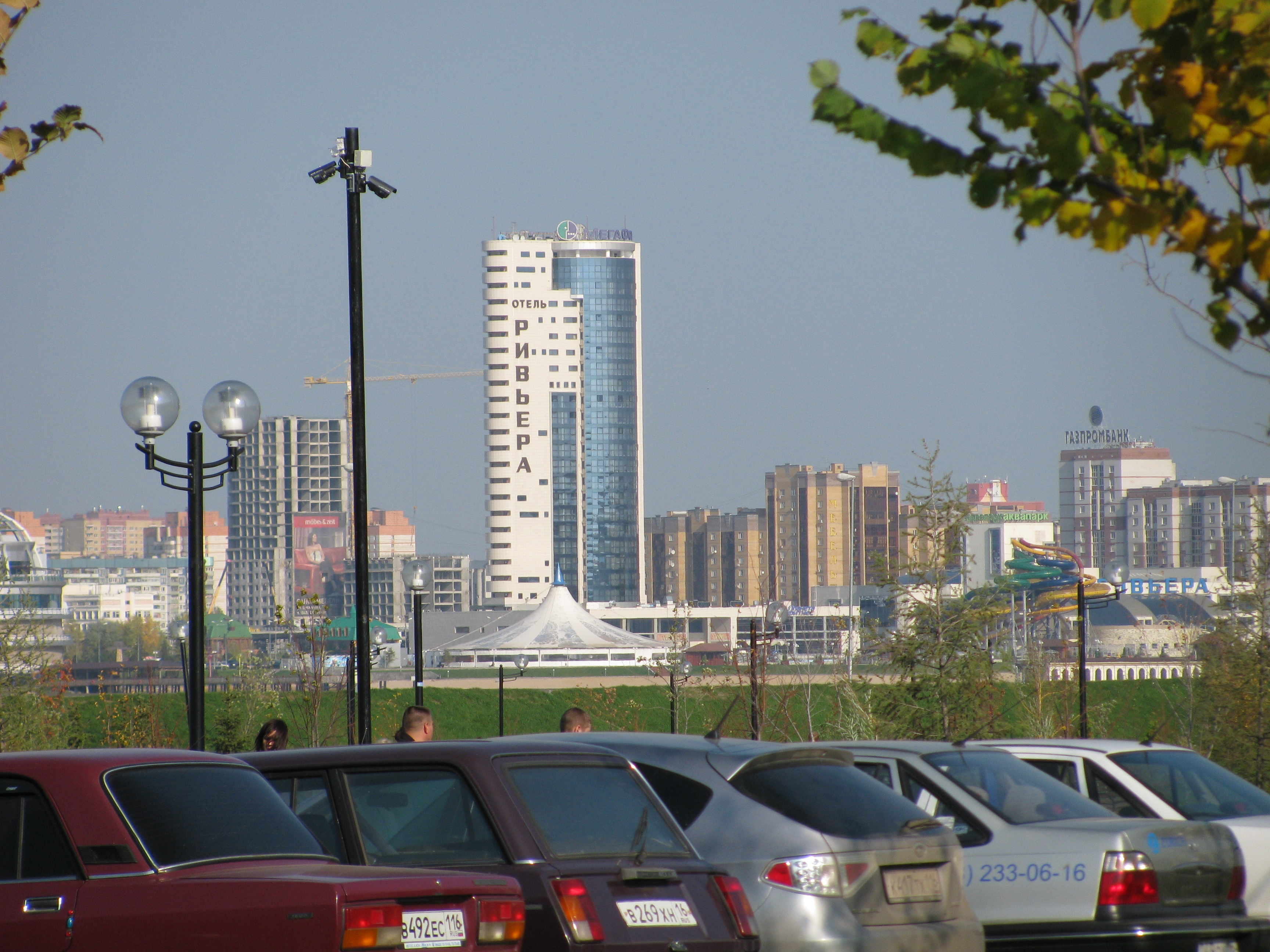
Ривьера — вид с кремлёвского холма
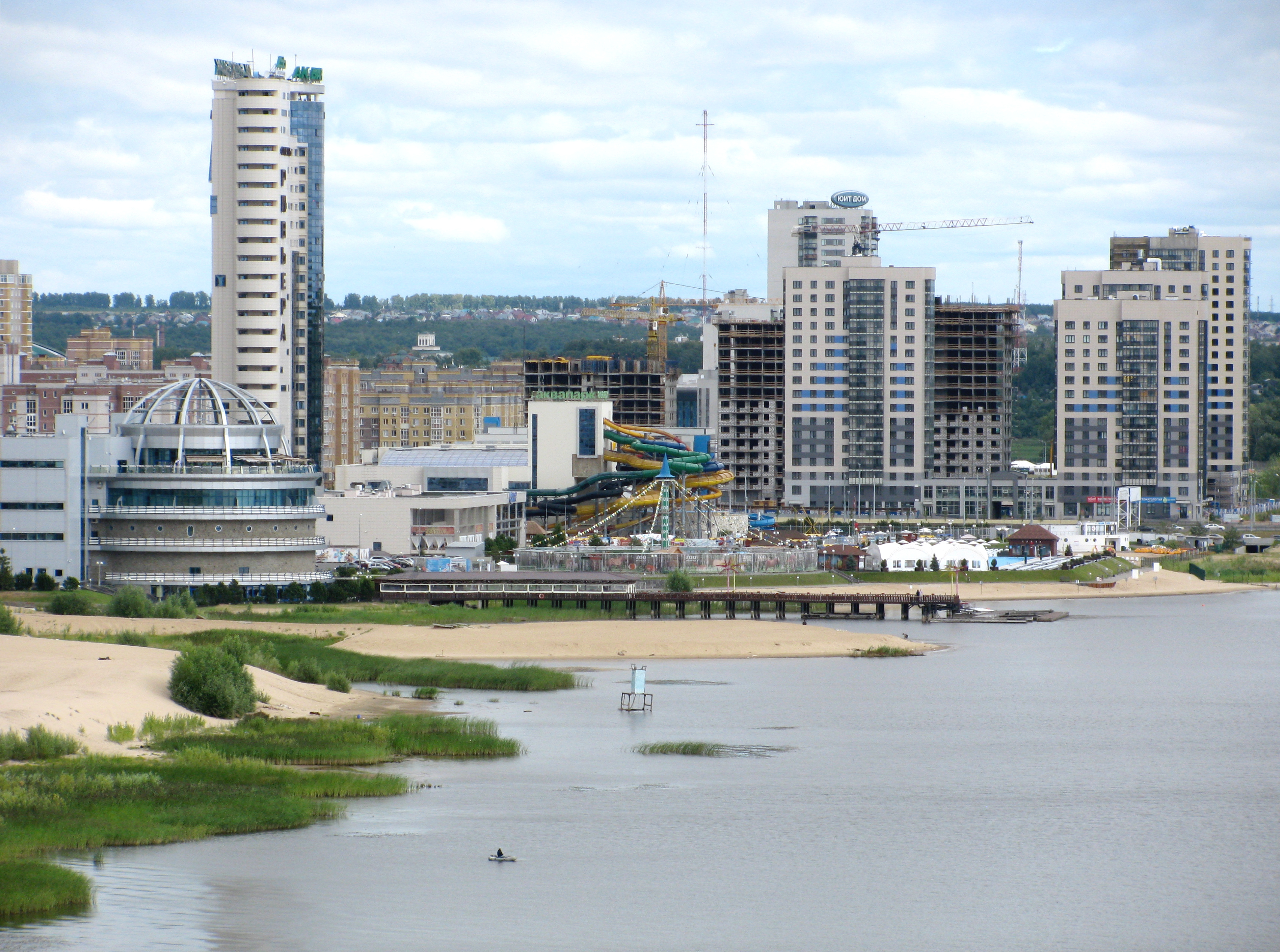
Общий вид комплекса
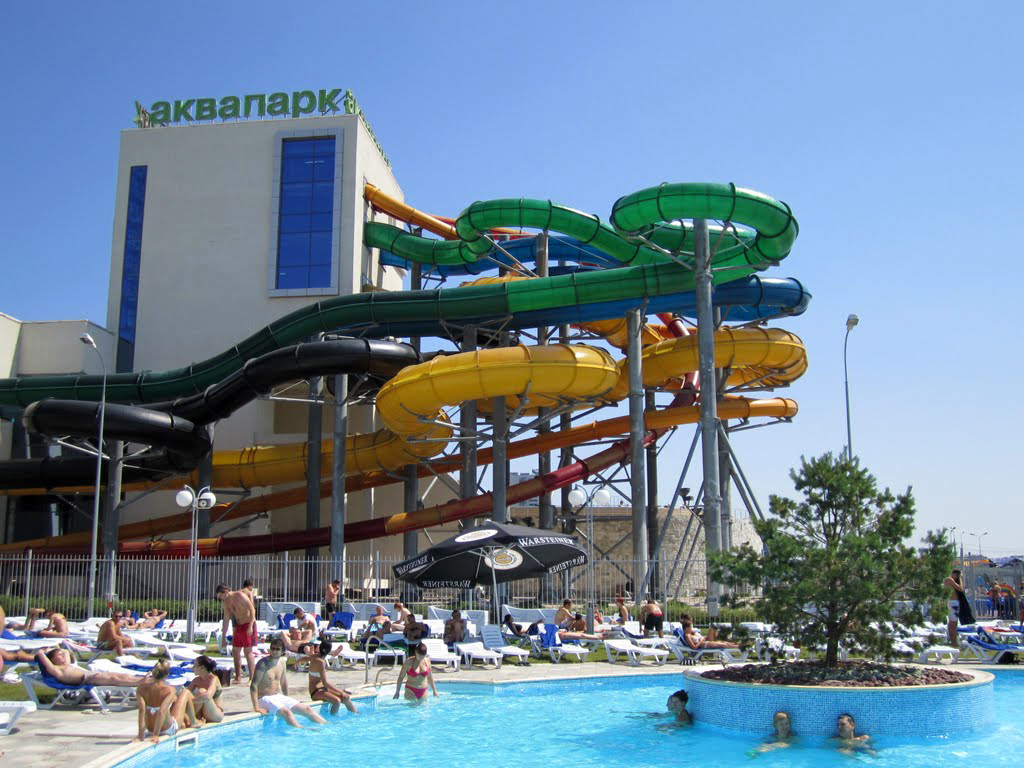
Аквапарк «Ривьера»